# Фізико-хімічна гідродинаміка
Фізико-хімічна гідродинаміка — напрямок досліджень, який виник на стику фізики та хімії. Вона вивчає коло питань, пов'язаних як із впливом руху рідин на хімічні чи фізико-хімічні перетворення, так і з впливом фізико-хімічних факторів на рух рідин.
Розглядає взаємодію між потоком рідини та фізичними, хімічними та біохімічними процесами. Фізико-хімічна гідродинаміка має застосування в багатьох галузях науки і техніки і є сферою, що швидко розвивається. Зокрема, розглядаються розчинені речовини в потоці рідини, що містить хімічно реагуючі поверхні, мембрани зворотного осмосу та електродіалізні мембрани, подібність рухів частинок при седиментації, центрифугуванні, ультрафільтрації та електрофорезі, вплив турбулентності на агрегацію твердих дисперсних речовин у рідині.
Засновник фізико-хімічної гідродинаміки — випускник Харківського національного університету Левич Веніамін Григорович.

## Деякі прикладні задачі
Фізико-хімічна гідродинаміка використовується в роботах Недопекина Ф. В. для аналізу процесів переносу імпульсу, тепла і маси при фазових перетвореннях (задача Стефана), в шарі рідини, підігрітому знизу, при вирощуванні монокристалів за методом Чохральського в бінарних електролітах, а також з її позицій розглянуті деякі питання горіння, зокрема, гомогенне горіння та стаціонарна теорія займання горючої суміші, розглянута задача дифузії домішки, введеної в потік рідини в круглій трубі (задача Тейлора). У роботах Білецького В. С. підходи фізико-хімічної гідродинаміки використано для вирішення задач теорії масляної агрегації тонкодисперсних матеріалів (зокрема, вугілля) у рідинах.